# Barcinek (Neder-Silezië)
Barcinek is een plaats in het Poolse district  Jeleniogórski, woiwodschap Neder-Silezië. De plaats maakt deel uit van de gemeente Stara Kamienica en telt 610 inwoners.